# Jinghu (Saiteninstrument)

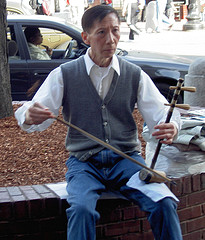
Jinghu

Jinghu (chinesisch 京胡, Pinyin jīnghú) ist eine zweisaitige, mit dem Bogen gestrichene Röhrenspießgeige aus der Huqin-Familie, zu der z. B. auch die erhu gehört. Im Orchester der Peking-Oper ist die jinghu das führende Melodieinstrument, während die erhu als Begleitinstrument dient. 

## Bauform und Spielweise
Die jinghu ähnelt der erhu, ist aber wesentlich kleiner. Es ist das kleinste und am höchsten klingende Saiteninstrument aus der Huqin-Familie, weitere sind die erxian und die huihu. Der Durchmesser des aus Bambus bestehenden Korpus beträgt etwa 5 Zentimeter. Für die Decke wird Schlangenhaut aufgespannt, die Unterseite ist offen. Die Gesamtlänge des Instruments beträgt etwa 50 Zentimeter. Die heutige Ausprägung des Instrumentes entwickelte sich Ende der Qianlong-Periode der Qing-Dynastie.
Am oberen Ende des Halses befinden sich zwei Wirbel. Die beiden Saiten waren traditionell aus Seide, werden heute aber meist aus Stahl oder Nylon hergestellt. 
Für den Bogen wird Rosshaar verwendet. Die meisten jinghu haben einen Tonumfang von zwei Oktaven. Es gibt zwei Arten von jinghu: erhuang (Tonart D oder E) und xipi (Tonart E oder G).
Das Musikinstrument wird manchmal auch „Peking-Oper-Geige“ genannt. Die jinghu hat einen geigenähnlichen, aber raueren Klang. In der Kategorisierung chinesischer Musikinstrumente nach Material wird sie zur Kategorie Seide gerechnet.
In der Peking-Oper doppelt die jinghu oft die Stimme des Sängers. Jinghu-Spieler wechseln in der Peking-Oper selten in höhere Lagen und begrenzen die Melodie stattdessen auf eine Oktave.